# 里卡尔多·贾科尼
里卡尔多·贾科尼（義大利語：Riccardo Giacconi，1931年10月6日—2018年12月9日），意大利裔美国天文学家，约翰霍普金斯大学教授，因在X射线天文学方面的先驱性贡献而获得2002年的诺贝尔物理学奖。

## 生平
贾科尼1931年出生于意大利的热那亚，1954年在米兰大学获得物理学博士学位，后移居美国并加入了美国国籍，1959年加入了麻省研究公司“美国科学与工程学公司”，从事X射线天文学的研究。
1962年，贾科尼等人领导了利用火箭探测太空中的X射线辐射的计划。他与正在美国工作的意大利天文学家布鲁诺·罗西提出太阳辐射照射在月球表面可以激发X射线荧光。1962年6月，带有3个盖革计数器的Aerobee火箭发射升空，利用其自身的旋转在X射线波段进行扫描，结果没有探测到月亮的X射线荧光，却意外地在天蝎座发现了第一个宇宙X射线源──天蝎座X-1。这一发现被认为是X射线天文学的开端。
其后贾科尼领导了美国的探险者42号卫星，即乌呼鲁卫星。1971年，他和同事利用乌呼鲁卫星的观测资料发现半人马座X-3的X射线辐射具有周期性脉冲，是一颗X射线双星。1973年，贾科尼进入哈佛-史密松天体物理中心，在那里领导研制了世界上第一颗能成像的X射线天文卫星──爱因斯坦卫星。他还是掠射式X射线望远镜的提出者和钱德拉X射线天文台的倡导者之一。贾科尼的工作将天文学的观测由可见光拓展到X射线波段，大大开阔了天文学家的视野。2002年，因其在X射线天文学上的开创性贡献而获得诺贝尔物理学奖的一半奖金。
1981年到1993年，贾科尼担任空间望远镜研究所的首任所长。1982年到1997年期间，贾科尼在约翰·霍普金斯大学担任天文和物理学教授。1993年到1997年，他还在欧洲南方天文台任职。1999年，贾科尼成为美国国家射电天文台的台长及联合大学公司的主席。

## 奖项和荣誉
贾科尼获得的其他奖项还有1981年的布鲁斯奖、1982年的英國皇家天文學會金質獎章、2003年的美国国家科学奖章等等。第3371号小行星以他的名字命名为“贾科尼”。